# Rohingya
Les Rohingya ou Rohingyas (Ruáingga /ɹuájŋɡa/, ရိုဟင်ဂျာ rui hang gya /ɹòhɪ̀ɴɡjà/, bengali : রোহিঙ্গা Rohingga /ɹohiŋɡa/) sont un groupe ethnique indo-aryen apatride de langue indo-européenne, majoritairement musulman, mais comprenant une minorité de chrétiens et d'hindous. Les Rohingya vivent principalement dans le nord de l'État d'Arakan, dans l'ouest de la Birmanie. Les Rohingya se distinguent des Arakanais, de langue lolo-birmane et bouddhistes, qui forment la majorité de la population de l'Arakan. Le terme apparaît pour la première fois sous la forme de Rooinga et de Rovingaw dans un texte écrit en 1799 par le géographe et botaniste écossais Francis Buchanan-Hamilton sur les langues parlées en Birmanie. Le mot signifie « habitant du Rohang », nom donné anciennement à l'Arakan par les musulmans de ces régions.
L'origine de ce groupe est controversée. Les Arakanais et les Birmans bouddhistes les considèrent comme originaires du Bengale oriental, ayant migré en Birmanie pendant la période coloniale britannique ; eux-mêmes se disent originaires de l'État d'Arakan (ou Rohang dans le langage rohingya), dans l'ouest de la Birmanie.
Musulmans, chrétiens, ou hindous, et considérés comme Bangladais, les Rohingyas sont rejetés par une grande partie de l'ethnie majoritaire de Birmanie (environ 70 %), les Bama, pour qui l'identité birmane est inséparable de la religion bouddhiste et chez qui une « indianophobie » est largement répandue pour des raisons historiques. La majorité de ceux qui fuient la violence ou la misère a cherché à rejoindre par mer des pays ou régions à majorité musulmane (Bangladesh, Malaisie, sud de la Thaïlande et Indonésie). Beaucoup ont été victimes de passeurs, détenus  sur des embarcations précaires, soumis à des demandes de rançons. Le conflit en cours depuis 2016 a conduit à un exode massif et sans précédent de la majorité des Rohingyas vers le Bangladesh où la plupart se retrouvent dans des camps de réfugiés, installés à proximité de la frontière dans la région de Cox's Bazar comme Kutupalong. Près d'un million de Rohingyas ont fui au Bangladesh depuis 2016.

## Nom
Les Rohingya parlent d’eux-mêmes comme des Ruáingga /ɾuájŋɡa/, de même qu’ils sont appelés rui hang gya (en transcription MLC) en birman : ရိုဟင်ဂျာ (/ɹòhɪ̀ɴd͡ʑà/) ou encore Rohingga en bengali : রোহিঙ্গা /ɹohiŋɡa/. Le terme signifie habitant de l’Arakan, (Rohang, « Arakan » ; -ga ou -gya, « venant de »). Bien que l'origine du terme soit discutée, c'est l'étymologie considérée comme la plus probable.
Il a été établi que le terme est plus ancien que la colonisation britannique : en 1799, par exemple, l’explorateur Francis Buchanan-Hamilton écrivait :

« Mohammedans, who have long settled in Arakan, and who call themselves Rooinga, or natives of Arakan. (« Les mahométans, qui sont depuis longtemps établis en Arakan, et qui s’appellent eux-mêmes Rooinga, ou natifs d’Arakan. ») »

Par ailleurs, la langue rohingya est reconnue des linguistes dès le XIXe siècle : en 1811, le Classical Journal classe le Rooinga comme l’un des langages parlés dans l’Empire birman, puis en 1815, le linguiste allemand Johann Severin Vater distingue les Ruinga comme un groupe ethnique disposant de sa propre langue.
Sous la colonisation britannique, le terme de Rohingya n'était  employé ni par les musulmans  ni par les Britanniques , qui les appelaient Chittagonians , parce que la plupart provenaient du district tout proche de Chittagong , ville du Bengale oriental qui avait appartenu au royaume de Mrauk-U  ; ce sont des intellectuels nationalistes musulmans qui vont le populariser dans les années 1950 quand ils revendiquent un territoire autonome pour leur communauté  . Des leaders de  Maungdaw et  de jeunes universitaires de Rangoon  se sont alors interrogés pour savoir s'il fallait lui donner un nom et comment l'écrire : Ruhangya, Rwangya , Rohinga ou Rowhengas .

## Histoire

### Origines

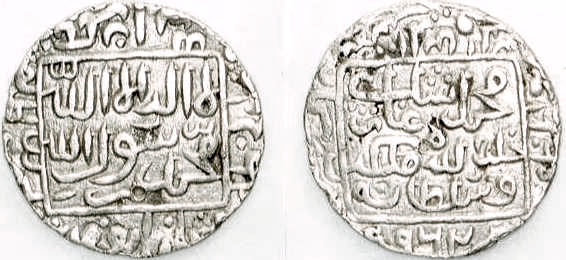
Une pièce de monnaie arakanaise en usage au Bengale en 1554/1555.

L'origine d'une minorité musulmane Rohingya dans un État à majorité bouddhiste est ancienne, mais controversée par le gouvernement birman qui la ramène à la décision de l'Empire britannique d'implanter des Bengalis en Arakan à la fin du XIXe siècle. Mais leur présence est bien antérieure. Pour certains[Qui ?], ils seraient autochtones ; pour d'autres[Qui ?], ils seraient les descendants lointains de soldats et de commerçants arabes, mongols, turcs et/ou bengalis. Ils se seraient convertis à l'Islam au XVe siècle par l'intermédiaire des routes de la soie[source insuffisante]. À l'époque, la région était un État vassal du Bengale. Du XVIe siècle au XVIIIe siècle, les souverains de l'Arakan, installés à Mrauk U, la capitale, agrandissent leur royaume et imposent leur suzeraineté sur Chittagong, ville bengalie appartenant à l'empire moghol. Une révolte de la ville ayant échoué en 1644 entraîne la déportation de près de 80 000 habitants en Arakan où ils resteront, même après la perte de Chittagong par l'Arakan. C'est peut-être la première vague importante de musulmans arrivés en Arakan,. Les souverains de Mrauk U, en conflit avec les Birmans, leurs voisins orientaux, sont définitivement vaincus en 1765 et leur royaume est annexé à la Birmanie. Vingt-mille Arakanais sont réduits en esclavage et déportés à Amarapura, la capitale birmane de l'époque.
De 1824 à 1826, lors de la première guerre entre l'Empire britannique et la Birmanie, les Rohingyas sont supplétifs dans l’armée britannique et considérés comme des traîtres par les indépendantistes birmans. En définitive, une grande partie de la population actuelle rohingya est issue d'une génération qui a émigré durant l'époque coloniale. « Il est fort probable que dès la fin du XIXe siècle, des communautés sunnites venues de la région de Chittagong, profitant de la colonisation britannique, se soient définitivement fixées au sud de la rivière Naaf, dans les districts de Maungdaw et Buthidaung. » Après l'annexion de la Birmanie par l'empire des Indes britanniques (1890), celui-ci inverse le flux migratoire, encourageant l'installation de la main-d'œuvre bengalie, jugée plus apte à effectuer le travail des champs dans l'ancien royaume d'Arakan. Cette main-d'œuvre au départ en grande partie composée de saisonniers qui rentrent chez eux une fois les mois de travail achevés, s'installe peu à peu dans la région provoquant le mécontentement des populations locales.
Au fil des générations, les Rohingya ont perdu leur caractère bengali, leur langue se différenciant nettement du bengali parlé au Bangladesh. Les personnes d'origine indienne représentent près de 20 % de la population de l'Arakan en 1941. La Seconde Guerre mondiale donne lieu à des combats entre musulmans et bouddhistes qui soutiennent respectivement les Britanniques et les Japonais , ce qui a pour conséquence une ségrégation territoriale entre les deux populations, les musulmans se regroupant au nord de l'Arakan et les bouddhistes au sud. Après la Seconde Guerre mondiale, ils soutiennent de nouveau les Britanniques face aux Birmans, par peur d'être persécutés par ces derniers.

### Persécutions de 1962 à 2018
Depuis l’indépendance de la Birmanie (Myanmar), les Rohingyas subissent de graves persécutions qui ont abouti à leur exclusion de la communauté nationale. Désignés et traités comme des « immigrés illégaux », refoulés par les États voisins, aucune solution ne se dessine pour ces réfugiés apatrides qui n’en ont même pas le statut.
En 1948, la Birmanie retrouve son indépendance et le premier président de Birmanie déclare en 1959 que les musulmans arakanais « font indéniablement partie des races indigènes de Birmanie ». Les Rohingyas participent aux élections de 1960  et quatre d'entre eux sont élus au Parlement ; un programme de radio en langue Rohingya ainsi qu'une association d'étudiants rohingyas seront créés . Mais l'arrivée en 1962 au pouvoir du dictateur Ne Win entraîne la discrimination des minorités ethniques. De 1962 à 2012, les juntes militaires qui se succèdent poursuivent  cette politique de « birmanisation »
En 1971, à la suite de la guerre civile au Bangladesh, de nombreux réfugiés arrivent en Birmanie. En 1978, l'État effectue environ 200 000 expulsions vers le Bangladesh lors de l'opération Nagamin, et plusieurs milliers d'expulsés meurent de faim en raison du refus du Bangladesh de les accueillir. Après quoi, le gouvernement birman accepte la création de camps à la frontière avec le Bangladesh.
En 1974, une loi met en place l’obligation pour les citoyens de fournir un document apportant la preuve qu’ils sont enregistrés comme nationaux. Les Rohingyas se voient interdire l’obtention de ce document et sont donc enregistrés en tant qu’étrangers .
En 1977, le gouvernement met en place un programme pour lutter contre l’immigration illégale. C’est un programme national, mais dans l’état de Rakhine il cible essentiellement les Rohingyas. Ils sont alors pourchassés par l’armée birmane ainsi que par des groupes extrémistes locaux soutenus par le régime.
Le 15 octobre 1982, est décrété l’acte de citoyenneté de la république de l’Union du Myanmar qui distingue trois degrés de citoyenneté :
1. La pleine citoyenneté, la citoyenneté associée pour les 135 ethnies alors reconnues
2. Celles installées au Myanmar antérieurement à la colonisation britannique (1886)
3. La citoyenneté par naturalisation.

Cette loi dénie la citoyenneté birmane aux Rohingyas en raison de leurs difficultés à prouver leurs origines et l’ancienneté de leur présence sur le territoire ; leurs demandes d’examen de leurs documents d’identité sont systématiquement rejetées par les autorités. Les Rohingya sont alors privés de la nationalité birmane, et deviennent de facto apatrides. Ils sont exclus des listes des ethnies reconnues par l’État birman (en). Le Myanmar appliquant la règle du jus sanguinis, les personnes nées de deux parents apatrides deviennent elles-mêmes apatrides. Ces 135 ethnies correspondent aux minorités présentes en Birmanie avant 1824, c'est-à-dire avant l'arrivée des colons britanniques dans la région. Étant considérés comme un peuple imposé par les Britanniques, les Rohingya n'étaient pas vus comme Birmans.
En 1991, une nouvelle politique d'expulsion est menée par la Birmanie, environ 250 000 Rohingyas fuient au Bangladesh avant de revenir en Birmanie après des pourparlers diplomatiques. Depuis ces différends politiques, les populations rohingya sont surtout présentes le long de la frontière du Bangladesh, où elles sont malmenées par des milices appelées Na Sa Ka, et sont confrontées à une politique discriminante forte et à des conditions de vie de très mauvaise qualité.
En 2008, une nouvelle constitution maintient toujours les Rohingyas hors de la communauté nationale. Leurs droits demeurent restreints : pas de liberté de déplacement, autorisation nécessaire pour se marier, pour travailler, limitation du nombre d’enfants, accès très limité à l’école et aux soins de première nécessité, etc.
Il existe aussi un refus historique de l'islam lié à la période iconoclaste de l'Empire byzantin et des représentations du Bouddha. Les bouddhistes d’Arakan se voient comme des défenseurs de la porte ouest du pays, qui auraient stoppé l’arrivée de l’islam vers le reste de l’Asie du Sud Est continentale, associé à la montée du nationalisme bouddhiste qui était inutile durant la junte militaire mais qui avec la transition démocratique prend de l'importance.

#### Conflit dans l'État d'Arakan en 2012
En juin 2012, à la suite du meurtre et du viol collectif par trois musulmans de Ma Thida Htwe, une jeune bouddhiste dont le corps est retrouvé poignardé et égorgé près du village de Kyaut Ne Maw, une escalade de violence éclate dans la province de l'Arakan entre les Rohingya et la majorité bouddhiste, suscitant des actes de violence d'abord réciproques, puis spécifiquement anti-musulmans, les Rohingyas étant qualifiés de "terroristes" à la différence des Arakanais bouddhistes et les Kaman, musulmans non Rohingyas, étant désormais victimes eux-mêmes de ces exactions . Le 10 juin 2012, le président birman Thein Sein ordonne alors l'envoi de renforts militaires via l'état d'urgence, mais des observateurs signalent le peu d'empressement des troupes gouvernementales à protéger les Rohingya, avec - dans un certain nombre de cas - la participation des forces armées aux violences. De juin à octobre, 200 personnes sont tuées, plus de 75 000 doivent fuir leurs habitations, incendiées en très grand nombre.
Par ailleurs, en dehors même de la province, des milliers de moines bouddhistes organisent en septembre et octobre des défilés dans les rues de Rangoun et de Mandalay pour protester contre le projet d'installation dans l'ancienne capitale du pays d'un bureau de l'Organisation de la coopération islamique (O.C.I.), dont une délégation s'est rendue en Arakan avec l'accord de Thein Sein.
En mars 2013, un nouveau sursaut de violence fait 43 morts à Meikhtila et déplace 36 000 personnes, l'évènement est minimisé par l'État birman.
Après ces violences, des villes comme Sittwe connaissent d'importants dégâts, cependant les populations bouddhistes sont mieux prises en charge et arrivent rapidement à reconstruire leurs habitations avec l'aide de dons, alors que les populations musulmanes sont rejetées dans des camps à l'extérieur de la ville. La population rohingya est très sévèrement régulée notamment dans ses déplacements et dans les déplacements de marchandises dans ces camps.

#### Crise migratoire de 2010 - 2015
La population Rohingya est régulièrement en proie à un nettoyage ethnique. Ainsi, depuis 2010, plusieurs dizaines de milliers de migrants Rohingya s'enfuient vers le Bangladesh. Le 7 janvier 2009, près d'un millier de réfugiés birmans de l'ethnie Rohingya sont arrivés dans quatre bateaux sur l'île de Weh en Indonésie. Ils ont été parqués sur une base navale près de Sabang.
Le regain de violence interethnique de 2012 opposant la majorité Arakanaise à la minorité Rohingya contraint ces derniers à l'exil dans les pays avoisinants (Bangladesh, Malaisie, Thaïlande). Ces migrants utilisent essentiellement comme moyen de locomotion des bateaux fournis par des passeurs, souvent impropres à la navigation comme le souligne le Haut Commissariat des Nations unies pour les réfugiés. Un certain nombre a également gagné l'Arabie saoudite où ils vivent dans des conditions difficiles .
Selon le Haut commissariat aux réfugiés des Nations unies, entre janvier 2015 et mars 2015, plus de 25 000 migrants issus du Bangladesh, en majorité des Rohingyas, ont pris la mer pour tenter d’atteindre la Malaisie ou l’Indonésie (ce nombre a doublé par rapport à la même période en 2014). La Malaisie et l'Indonésie sont des destinations prisées pour les Rohingya puisque ces pays sont aussi à majorité musulmane. Ils pourraient vivre leur religion en accord avec le reste de la population.
Cependant, l’Indonésie refuse d'accueillir les réfugiés et les demandeurs d’asile. Ces migrants vont donc être redirigés vers l’agence des Nations unies pour les réfugiés, auprès de laquelle ils pourront enregistrer une demande d’asile pour un pays tiers. Pendant l’étude de leur dossier, ils ne perçoivent aucune aide financière, ne disposent d'aucun logement et n'ont pas le droit de travailler. Ces réfugiés, victimes d'une grande précarité choisissent donc de se livrer à la police pour être placés dans des centres de détentions souvent surpeuplés et insalubres. L’Indonésie, pour qui ces 10 000 réfugiés sont un fardeau, critique la politique migratoire de l'Australie. Le pays envisage même d'installer ces migrants, de force, sur une île déserte de son territoire, Thengar Char,,.
En mai 2015 des passeurs ont abandonné en mer des milliers de personnes au large de la Thaïlande; un charnier a été découvert dans un camp clandestin. Plus d'une vingtaine de corps de Rohingya ont été exhumés. Ils étaient retenus dans ce camp par des trafiquants qui réclamaient une rançon élevée aux familles des détenus. L'ONU estime que 370 personnes ont perdu la vie entre janvier et juin 2015 , mais les témoignages recueillis par Amnesty International laissent à penser que les victimes ont été beaucoup plus nombreuses, tuées, noyées, mortes de faim, de soif ou de maladies .
À la suite de cette découverte et d'une politique agressive contre les réseaux d'immigrations, la Malaisie et l'Indonésie coupent les routes d'immigrations à partir de mai 2015.

#### Conflit dans l'État d'Arakan depuis 2016
Face aux persécutions, des organisations armées se forment alors, comme en octobre 2016, l'Armée du salut des Rohingya de l'Arakan (ARSA). En octobre 2016, des postes frontières sont attaqués, ce qui provoque de féroces représailles de la part de l'armée : viols, tortures et massacres. La Birmanie interdit  aux Nations unies et aux ONG l'accès du nord de l'Arakan où 150 000 personnes dépendent de leurs distributions alimentaires. Elle n'a autorisé leur retour qu'à la fin d'octobre 2017.
En décembre 2016, l'Organisation internationale pour les migrations estime à environ 30 000 le nombre de Rohingya qui doivent fuir au Bangladesh, à la suite des violences en Birmanie, entre octobre et décembre 2016.
En septembre 2016, à la demande d'Aung San Suu Kyi, une commission consultative, composée de Birmans et d'étrangers avait été constituée sous la présidence de Kofi Annan pour trouver comment restaurer un modus vivendi entre les différentes communautés et examiner en particulier la situation en Arakan ; elle rend son rapport le 24 août 2017,. Le gouvernement birman déclare qu'il mettra en œuvre les recommandations de la commission « dans les délais les plus courts possible ».
Le lendemain, une vingtaine de postes frontières sont à nouveau attaqués par 150 membres de l'ARSA : au moins 71 personnes sont tuées, dont une dizaine de policiers. Selon Amnesty International, un groupe armé rohingya aurait massacré des dizaines d'hindous aux alentours de Maungdaw ; quatre charniers de quarante cinq corps ont été découverts en septembre 2017 . Dans la semaine qui suit, mais peut-être avant ces événements, selon les témoignages recueillis    par les enquêteurs de l'ONU auprès de réfugiés au Bangladesh, l'armée birmane, appuyée par des milices bouddhistes, se livre contre les villages Rohingyas à de nombreuses exactions, tueries, viols, incendies de villages et de mosquées, visant à forcer les survivants à l'exil et à empêcher leur retour en détruisant leurs demeures, . Le Haut Commissaire de l'ONU aux droits de l'Homme, Zeid Ra'ad Al Hussein, évoque un « exemple classique de nettoyage ethnique ». Un rapport de Human Rights Watch publié en décembre 2017 fait état d'un massacre systématique des hommes, femmes et enfants  dans le village de Tula Toli, perpétré par l'armée birmane aidée par des civils armés de l'ethnie Rakhine  .
Les combats font plus de 400 morts, dont 370 rebelles, 13 militaires ou policiers et 14 civils selon l'armée birmane. Le projet Arakan, une organisation de défense des droits des Rohingyas, évoque pour sa part près de 130 morts, dont des femmes et des enfants. Selon l'ONU, en seulement une huitaine de jours, près de 90 000 personnes ont gagné le Bangladesh : le Bangladesh, démuni, alerte l’ONU. L'organisation revoit d'ailleurs à la hausse le bilan fourni par les autorités birmanes, évoquant début septembre un bilan humain potentiellement supérieur à 1 000 morts. La situation d'extrême insécurité qui règne dans les villages rohingyas de l'Arakan, mais aussi l'attitude hostile de l'administration birmane envers les ONG ont obligé certaines de ces dernières, mais aussi le Programme alimentaire mondial à cesser leurs activités dans ces zones.
Fin octobre, la situation des Rohingyas demeurait toujours critique : alors que l'ONU estime que près de 603 000 réfugiés rohingyas ont fui au Bangladesh depuis le début des affrontements deux mois plus tôt,,, le pape François avance quant à lui le chiffre de 800 000 réfugiés. En tout près d'un million de rohingyas se trouveraient au Bangladesh, en comptant ceux déjà présents dans les camps de réfugiés avant les violences du mois d'août et qui fuyaient les persécutions anciennes dont cette minorité fait l'objet. Kutupalong est devenu le plus vaste camp de réfugiés au monde : en février 2018, il regroupe plus de 688 000 personnes .
Une situation que l'ambassadeur du Bangladesh à l'ONU décrit comme « intenable » pour son pays , qui cherche également, en concordance avec les autorités birmanes, à rapatrier une partie des réfugiés rohingyas dans l'état d'Arakan. Un retour périlleux pour les Rohingyas, qui ont vu le riz cultivé dans leurs champs abandonnés être récoltés par l’État birman, et qui pour la très large majorité d'entre eux ne possèdent aucun document officiel attestant qu'ils vivaient dans l'état d'Arakan avant le début des violences étant donné leur apatridie.
Le pouvoir birman rejette quant à lui toute allégation de persécutions ou de nettoyage ethnique, assurant combattre uniquement des terroristes ou des miliciens armés. Le 6 septembre 2017, au cours d'un entretien téléphonique avec le président turc Recep Tayyip Erdoğan, Aung San Suu Kyi, conseillère spéciale de l'État et porte-parole de la Présidence, a dénoncé la couverture médiatique internationale faite au sujet de la crise en Arakan, y voyant un parti pris pro-rohingya et présentant celle-ci comme un « iceberg de désinformation », orchestré par des « terroristes rohingyas », dans le but de diaboliser le régime birman. La situation humanitaire des Rohingyas ne cessant de se dégrader, leur exode forcé, leur statut d'apatrides dénoncés par les ONG, de nombreux États et les organismes internationaux  , Aung San Suu Kyi sort de son silence le 19 septembre, prononçant un discours télévisé où elle déclare :  Nous sommes profondément désolés pour les souffrances de tous ceux qui se sont retrouvés pris au piège de ce conflit ; elle se dit  préoccupée par le nombre de musulmans qui ont fui au Bangladesh et évoque la possibilité de retours après vérification d'identité. Pour répondre aux vives critiques de la communauté occidentale, elle ajoute que la Birmanie est une nation complexe  et  une démocratie imparfaite et que son gouvernement  était en place depuis moins de 18 mois . Le 2 novembre, elle se rend  dans la zone de conflit, accompagnée de plusieurs ministres et d'hommes d'affaires susceptibles de favoriser le développement économique de la région, une des plus pauvres de Birmanie. Selon Human Rights Watch, 288 villages rohingyas ont été détruits depuis le 25 août 
Entre le 25 août et le 24 septembre, MSF estime que 6.700 Rohingyas ont été tués, dont 730 enfants de moins de cinq ans. De son côté, l'armée birmane a avancé jusqu'ici le chiffre de 400 morts. En janvier 2018, elle reconnaît avoir tué dix civils et les avoir enterrés dans une fosse commune , information qui fait dire à Aung San Suu Kyi que c'est une indication positive qui prouve que le pays prend ses responsabilités. Des photos prises par l'ambassadeur de l'U.E ainsi que des clichés satellitaires publiés par Human Rights Watch (HRW) en février 2018 révèlent que des dizaines de villages ont été rasés autour de la ville de Maungdaw, épicentre des violences ; le gouvernement birman affirme que ces opérations ont été réalisées dans la perspective de rapatriements ,. Mais Amnesty International rapporte qu' à l'emplacement de ces villages disparus sont construites des installations pour les forces armées birmanes . En septembre 2018, deux journalistes locaux de l'agence Reuters, arrêtés pour détention de documents relatifs aux opérations militaires en Arakan, sont condamnés à sept ans de prison pour “atteinte au secret d’État” . À la suite de pressions internationales, ils ont été graciés le 7 mai 2019 par le président birman.

#### Réactions internationales
La situation des Rohingyas est largement médiatisée depuis les événements du mois d'août 2017, alors qu'elle a été à peu près complètement ignorée jusque-là.
Les années 2011 à 2016 voient la Birmanie passer d'une dictature soumise à embargos à une démocratie partielle rétablissant des liens avec les États occidentaux et les renforçant avec l’ASEAN. La volonté de ces pays de ne pas fragiliser ce processus, mais aussi leurs intérêts géopolitiques et économiques les conduisent à ignorer les événements de l'Arakan. L'Union européenne a levé les sanctions économiques qui pesaient sur la Birmanie depuis la mise en place de juntes militaires . Elle donne ainsi à la Birmanie l’accès au FMI et à la Banque mondiale.Les États-Unis ont eux aussi permis à nouveau des investissements en Birmanie. En juin 2011, Aung San Suu Kyi effectue  sa première tournée en Europe depuis sa libération et reçoit à Oslo le prix Nobel de la paix qui lui avait été attribué 21 ans plus tôt. Dans son discours, elle évoque les conflits qui perdurent dans son pays, en particulier dans l'ouest, (où) la violence communautaire  prend la forme d'incendies et d'assassinats, qui ont eu lieu juste avant que je commence le voyage qui m'a conduite ici aujourd'hui. Frédéric Debomy, ancien président d’Info Birmanie qui avait rencontré en septembre 2011 Aung San Suu Kyi, alors  présidente de la LND, parti d'opposition, indiquait que sans doute elle marquait ses distances envers les préjugés anti-musulmans de ses concitoyens, mais qu'elle ne se prononçait pas sur la citoyenneté des Rohingyas. Le rapporteur spécial des Nations unies sur la situation des droits de l’homme en Birmanie, Tomás Ojea Quintana indiquait en 2012 qu'ils étaient victimes d'une discrimination endémique  et, en avril 2014, à la suite des événements de mars et de l'expulsion des travailleurs humanitaires, il  exhortait le gouvernement birman à s'attaquer à la discrimination systématique et à la marginalisation  des Rohingyas.
Amnesty International, Médecins Sans Frontières, Action Contre la Faim, Solidarités Internationale et la Love Army essayent d’agir de leur mieux pour apporter à cette minorité des soins et de l’eau potable, tout en s'efforçant de rendre publique la situation des Rohingyas et de soulever des fonds pour le financement d'aides. Cependant ces aides restent très limitées et la possibilité d’action à l’intérieur de la Birmanie se fait obligatoirement contre le régime de Thein Sein et le Mouvement 969. Les risques sont donc importants et entravent largement toutes actions.
Depuis quelques années on voit naître des associations qui veulent défendre la cause de cette minorité. Par exemple l’association fondée par un Rohingya, Tun Khin, qui a réussi à quitter la Birmanie en 1997. Il a créé la BROUK (Burmese Rohingya Organisation in UK) pour se battre contre l’intolérance religieuse et défendre les droits de sa minorité. Par l’intermédiaire de son association il a rencontré des membres du parlement Britannique, du Parlement européen, du Sénat américain et des Nations unies.
Le Parlement européen appelle le 7 juillet 2016 la Birmanie à agir pour mettre un terme à la « répression brutale » et aux « persécutions systématiques » contre la minorité musulmane des Rohingyas, un dossier sur lequel la dirigeante Aung San Suu Kyi devrait intervenir davantage, selon lui. En novembre 2016, le Haut-commissariat aux réfugiés estime que les exactions de l'armée birmane s'apparentaient à un nettoyage ethnique.
La violence de la répression de l'armée en août 2017, la crainte que la situation fasse le lit du djihadisme dans la région vont populariser la cause des Rohingya sans pour autant améliorer leur sort. Le président turc, Recep Tayyip Erdoğan, voyant là une occasion d'asseoir son prestige dans le monde musulman, est le premier dirigeant à dénoncer ce qu'il qualifie de « génocide» et à mobiliser les organisations humanitaires et de coopération turques. Il entraîne la réaction d'organisations et d'autres états musulmans. Cette sensibilisation est entachée par la diffusion de fausses informations qui risquent de desservir la cause des Rohingya . En novembre 2017, le pape François se rend en Birmanie où il rencontre le chef des forces armées, le général Min Aung Hlaing ainsi que  Aung San Suu Kyi. Il demande dans son discours le respect de tous les groupes ethniques, sans toutefois prononcer le terme de "Rohingya". Il le fait peu après au Bangladesh où il reçoit une délégation de réfugiés . À son retour, il explique pourquoi il a évité le mot en Birmanie. En juin 2018, Amnesty International, s'appuyant sur de nombreuses preuves, témoignages, documents officiels et photos, demande à la  communauté internationale de saisir la Cour pénale internationale (CPI) pour crimes contre l'humanité en nommant treize officiers supérieurs de l’armée birmane, dont le commandant en chef Min Aung Hlaing ,. Dans un rapport du 24 août 2018, des enquêteurs de l'ONU, confirmant ces accusations, demande la démission de Min Aung Hlaing et sa traduction, ainsi que celle de plusieurs généraux, devant un tribunal international pour « génocide », « crimes contre l’humanité » et « crimes de guerre » ; ils dénoncent également le laisser-faire de Aung San Suu Kyi. Un an plus tard, en septembre 2019, la situation demeure tout aussi dramatique, la Mission d’établissement des faits de l’ONU sur la Birmanie indiquant qu'il existe "un risque sérieux" d' "actes génocidaires" pour les Rohingyas résidant en Arakan .

#### Réfugiés au Bangladesh (depuis 2017)
Le secrétaire de l'ONU, António Guterres, à l'occasion d'une réunion de l'ASEAN aux Philippines, le secrétaire d’État américain, Rex Tillerson, exhortent Aung San Suu Kyi à organiser le retour des exilés . Le 23 novembre 2017, Aung San Suu Kyi signe avec le Bangladesh un accord pour un programme de retours d'ici à deux mois, malgré l'avis du chef d’État-major de l’armée birmane, qui précisait peu de temps auparavant que tout accord devait tenir compte des intérêts des « habitants ethniquement originaires de l’Arakan qui sont les vrais citoyens birmans » et pas seulement ceux des « Bengalis », c'est-à-dire les Rohingyas . Les deux pays acceptent l'aide du HCR dont la présence était demandée par les organisations humanitaires comme observateur garant de la réinstallation des populations dans de bonnes conditions, mais des Rohingyas continuent à fuir l'Arakan, méfiants envers un accord qui prévoit au retour un séjour d'une durée indéterminée dans des logements de fortune et plusieurs ONG préviennent qu'elles boycotteront toute réinstallation qui s'apparenterait à des camps. Le 16 janvier 2018, les deux pays envisagent à nouveau un rapatriement dans un délai de deux ans, les volontaires étant regroupés dans cinq camps de transit au Bangladesh, puis transférés dans deux camps en Birmanie où ils devront prouver qu'ils résidaient en Birmanie . Alors qu'un accord entre les deux pays prévoit qu'un premier groupe de 2 200 personnes rejoigne l'Arakan en novembre 2018, le HCR et des ONG estiment que les conditions de leur réinstallation ne sont pas réunies et le responsable bangladeshi de l'opération affirme que son pays ne forcera aucun Rohingya à partir. Aucun d'entre eux ne veut en effet rentrer, compte tenu de ce qu'ils savent de la situation en Arakan. Plusieurs familles ont fui les camps du Bangladesh pour ne pas être contraintes au retour et de nombreux Rohingyas manifestent pour s'opposer à tout rapatriement. En mars 2019 le nombre de réfugiés est estimé à 740 000 personnes et le Bangladesh a informé le Conseil de l'ONU qu'il n'était plus en mesure d'en accueillir davantage . Certains  tentent de gagner des pays ou des régions à majorité musulmane comme la Malaisie, l'Indonésie ou le sud de la Thaïlande . Ils sont souvent victimes de passeurs qui les retiennent en mer pour les racketter. Ainsi plus de 300 d'entre eux qui avaient quitté le Bengladesh en février 2020 n'ont finalement débarqué qu'au début de septembre 2020 sur les côtes nord de Sumatra ; trente étaient morts au cours du voyage. Ce serait le groupe le plus important arrivé en Indonésie depuis 2015 .

## Démographie
Il y aurait un peu moins d'un million de Rohingya en Birmanie. Ils représentent plus d'un tiers de la population de l'État d'Arakan et plus de 2 % de la population totale de la Birmanie en 2014.
Environ 800 000 Rohingya vivent dans le nord de l'État rakhine, principalement dans les townships (cantons) de Maungdaw et Buthidaung où ils constituaient 93 % de la population avant les événements de 2017  et, dans une moindre mesure, Rathedaung. D'autres communautés musulmanes, en particulier les Kamein (en), vivent en Arakan et ne se considèrent pas comme Rohingyas. Ces derniers « sont vus par la plupart des Birmans comme des immigrés illégaux du Bangladesh, un ostracisme qui alimente un racisme quasi unanime à leur encontre. » Ils n’ont donc pas de liberté de circulation et s’entassent dans des camps (près de 150 000 en 2013). En 2015, il y avait 82 375 réfugiés Rohingya reconnus par l'ONU en Asie du Sud-Est (Bangladesh, Malaisie, Inde, Thaïlande et Indonésie).
Au Bangladesh, leur nombre a augmenté depuis les événements de 2017 (environ 750 000 en 2019). Au Bangladesh, 90 % des Rohingya vivent dans des refuges non officialisés où ils n'ont accès à des ressources humanitaires. Quelques dizaines de milliers ont émigré principalement au Pakistan, en Malaisie et en Thaïlande.

## Conditions de vie
En plus de leur condition d'apatrides, les Rohingya subissent de graves violations portant atteintes à leurs personnes et à leurs biens, selon un rapport récent de l'ONG Human Rights Watch intitulé « Tout ce que vous pouvez faire c'est prier ». On leur a interdit tout droit politique (comme voter ou se présenter à une élection), économique (comme tenir un magasin et commercer avec des bouddhistes) ou encore social (comme avoir accès aux soins, se marier et avoir plusieurs enfants). Les dernières lois les concernant sont celles de 2012 qui interdisent tout mariage inter-religieux entre musulmans rohingya et bouddhistes birmans. Une autre loi vise aussi à ralentir leur croissance démographique. Aujourd'hui, à travers le monde, plus de 1,5 million de Rohingya continuent de souffrir des conséquences de leurs vulnérabilités (malnutrition des enfants, gastro-entérites…).

## Religion
Contrairement à une idée reçue, surtout en Occident, les Rohingyas ne sont pas tous musulmans, et ce groupe ethnique contient des minorités religieuses hindoues et chrétiennes. Toutefois, entre 80 % et 85 % des Rohingyas sont musulmans.
L'islam pratiqué par les Rohingyas est un sunnisme auquel se sont ajoutés des éléments issus du soufisme. Un groupe très minoritaire de Rohingyas sont hindouistes, peut-être entre 5 et 10 %. Il est très difficile d'établir le pourcentage d'hindous chez les Rohingyas. Dans les grandes villes de Birmanie, certains Rohingyas hindous préfèrent se déclarer "Indiens", tant les discriminations sont grandes entre les bouddhistes et ce groupe ethnique. Au départ, les Rohingyas étaient surtout des hindouistes dalits (c'est-à-dire, des intouchables). Entre les XIIIe et XIVe siècles, pour échapper au statut d'intouchable, et espérer un avenir meilleur, un grand nombre de Rohingyas vont se convertir à l'islam. Mais leur situation ne va pas évoluer pour autant, la plupart des Rohingyas vont rester des paysans sans terre, corvéables par de grands propriétaires terriens, souvent musulmans. L'autre grande minorité religieuse chez les Rohingyas sont les chrétiens, qui représentent peut-être entre 2 % et 5 % des Rohingyas, et comme pour les Hindous, il est très difficile d'estimer le pourcentage de chrétiens chez les Rohingyas. La majorité sont des protestants, mais il y a aussi des catholiques.[réf. nécessaire]

## Langue
Les Rohingya parlent un dialecte proche du chittagonien, lequel est une langue indo-aryenne apparentée au bengali (avec lequel elle n'est cependant pas tout à fait mutuellement intelligible) et essentiellement parlée dans la région de Chittagong au Bangladesh. C'est le dialecte, par exemple, du prix Nobel Muhammad Yunus.
La langue rohingya a été transcrite dans plusieurs écritures :
- l'alphasyllabaire birman ;
- l'alphabet hanifi, un nouvel alphabet dérivé de l'arabe avec l'addition de quatre caractères latins et birmans ;
- une adaptation récente de l'alphabet latin. Elle emploie les vingt-six lettres de A à Z et deux lettres supplémentaires : Ç (pour le ɽ rétroflexe) et Ñ (dénotant une voyelle nasale). Pour représenter au plus près la phonologie rohingya, l'alphabet utilise également cinq voyelles accentuées (á, é, í, ó, ú).